# Belka și Strelka

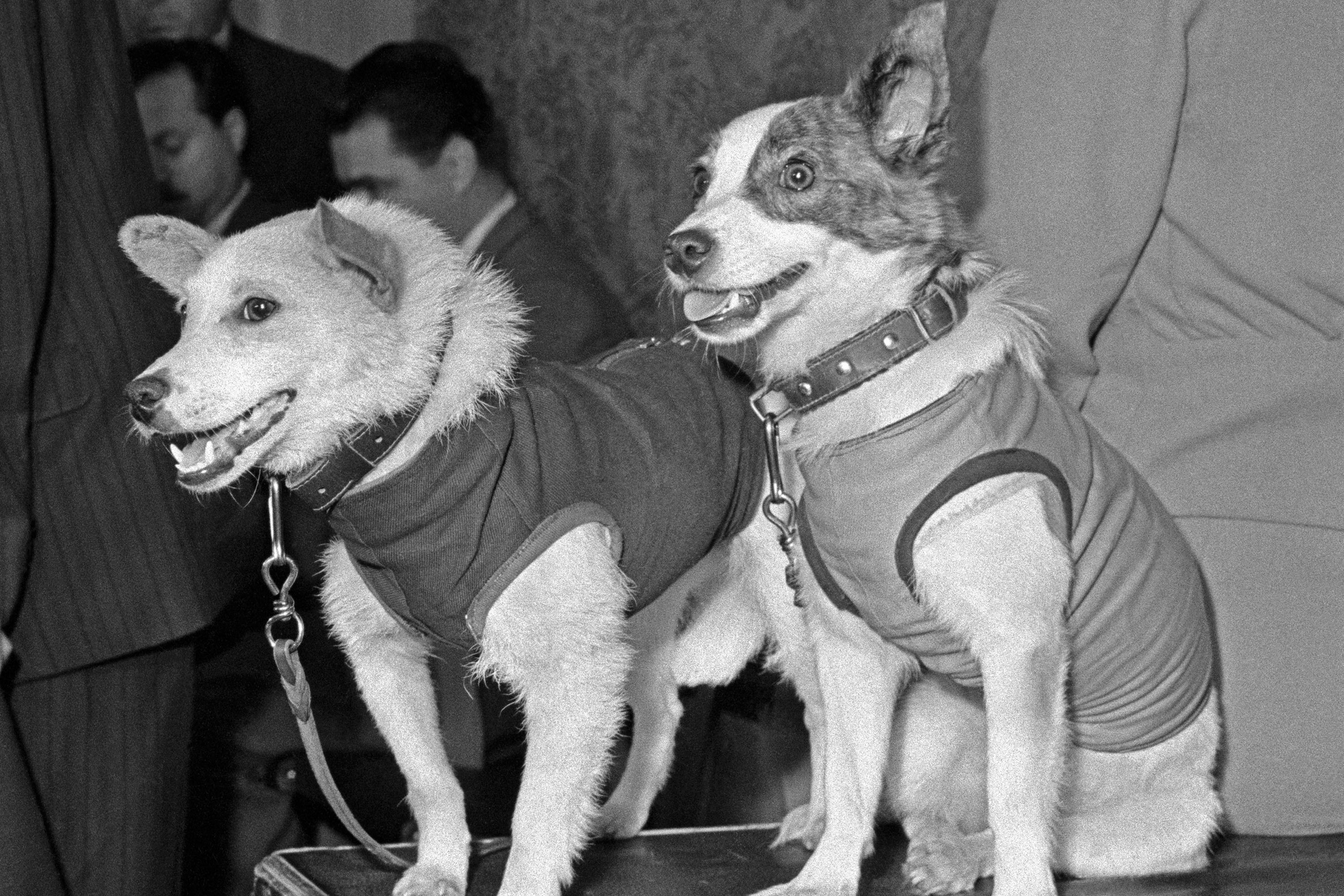
Belka și Strelka, la întoarcerea de pe orbită

Belka (în rusă Белка – „veveriță” sau colocvial „alba”) şi Strelka (în rusă Стрелка – „săgeată”, mai exact diminutivul „săgețică”) au fost doi câini cunoscuţi ca primele organisme vii care au aterizat după o călătorie pe orbita Pământului. Au călătorit pe nava spaţială Korabl-Sputnik 2⁠(d), prototipul navei spațiale Vostok⁠(d), la 19 august 1960.
În anii '50, Uniunea Sovietică a cercetat supraviețuirea în Cosmos a organismelor vii. În cadrul acestor experimente, la 5 august 1960 a fost lansată nava cosmică Sputnik-2, la bordul căreia se aflau câinii Belka și Strelka, un iepure, 42 de șoareci, 2 șobolani precum și câteva plante și ciuperci. Experimentul cu câinii Belka și Strelka a făcut parte dintr-un lung ciclu de cercetări care aveau ca scop verificarea sistemelor de asigurare a vieții în condițiile de imponderabilitate și de cercetare a stării organismului viu în cosmos.
Animalele au aterizat cu succes pe Pământ, devenind primele organisme vii care au supraviețuit unei călătorii în cosmos. La numai câteva luni de la experiment, Strelka a născut șase căței perfect sănătoși. Unul dintre ei a fost dăruit de Nikita Hrușciov președintelui SUA John F. Kennedy.